# A-Lex
A-Lex är Sepulturas elfte album, utgivet 2009. Det var bandets första album med trumslagaren Jean Dolabella och även det första utan medverkan av bröderna Cavalera. A-Lex är ett konceptalbum baserat på romanen En apelsin med urverk av Anthony Burgess.

## Låtlista
1. "A-Lex I" – 1:54
2. "Moloko Mesto" – 2:09
3. "Filthy Rot" - 2:46
4. "We've Lost You!" - 4:14
5. "What I Do!" - 2:01
6. "A-Lex II" - 2:18
7. "The Treatment" - 3:24
8. "Metamorphosis" - 3:02
9. "Sadistic Values" - 6:51
10. "Forceful Behaviour" - 2:28
11. "Conform" - 1:54
12. "A-Lex III" - 2:03
13. "The Experiment" - 3:28
14. "Strike" - 3:41
15. "Enough Said" - 1:37
16. "Ludwig Van" - 5:30
17. "A-Lex IV" - 2:46
18. "Paradox" - 2:16

## Medverkande
- Derrick Green - sång
- Andreas Kisser - gitarr
- Paulo Jr. - bas
- Jean Dolabella - trummor